# Артемьев, Фёдор Поликарпович
Фёдор Полика́рпович Арте́мьев (1914—1991) — участник Великой Отечественной войны, командир эскадрильи 24-го гвардейского авиационного полка (50-я авиационная дивизия, 6-й авиационный корпус дальнего действия), гвардии капитан. Герой Советского Союза (1948).

## Биография
Родился в семье рабочего 20 декабря 1913 года (2 января 1914) в деревне Ведерники, существовавшем на территории, на которой ныне находится Ново-Ярославский нефтеперерабатывающий завод в Ярославле. Русский.
В школе соседнего села Кресты окончил 8 классов, затем фабрично-заводское училище. Работал бригадиром прессовщиков, затем мастером на Ярославском шинном заводе. Без отрыва от производства окончил Ярославский аэроклуб.
В 1938 году был призван в Красную Армию и направлен в Читинскую школу военных пилотов. В 1940 году окончил Балашовскую военно-авиационную школу пилотов, служил лётчиком в дальнебомбардировочной авиации. В 1941 году вступил в ВКП(б).
В действующей армии с июня 1941 года. На самолёте «ДБ-3» летал в разведку, бомбил немецкие колонны, фотографировал объекты противника. Уже в первый год войны за отличную фоторазведку немецких военных объектов в районах городов Запорожье, Днепропетровск и Пятихатки награждён орденом Красного Знамени. Летом 1942 года воевал на Дону. За участие в Сталинградской битве старший лейтенант Артемьев в январе 1943 года был награждён орденом Ленина. Весь 1943 год воевал на Кубани и в восточной части Крыма.
К февралю 1944 года командир эскадрильи гвардии капитан Артемьев совершил 254 боевых вылета, из них — 51 днём, на разведку и бомбардировку важных военно-промышленных объектов в глубоком тылу противника. Всего за годы войны капитан Артемьев совершил 296 боевых вылетов. В результате бомбовых ударов было уничтожено 18 танков, 20 самолётов, 16 прожекторов, много другой боевой техники и живой силы врага. Трижды его самолёт подбивали над целью, но высокое лётное мастерство и мужество позволяли ему с честью выходить из трудных положений.
С сентября 1946 года майор Артемьев — в запасе. Жил в городе Ростов-на-Дону. Умер 12 февраля 1991 года.

## Память
- Имя Героя увековечено на мемориальной доске, установленной на здании Ярославского аэроклуба.

## Награды
- орден Красного Знамени (23.12.1941)[4],
- орден Ленина (31.12.1942)[5],
- Герой Советского Союза (медаль «Золотая Звезда» № 3521 и орден Ленина; 13.3.1944) — за образцовое выполнение заданий командования и проявленные мужество и героизм в боях с немецко-фашистскими захватчиками
- два ордена Отечественной войны 1-й степени (6.4.1945[6], 6.4.1985[7]),
- медали, в том числе:
  - «За оборону Ленинграда» (22.12.1942)[6]